# Emil Filla
Emil Filla (4 avril 1882 - 7 octobre 1953) est un peintre tchécoslovaque, leader de l'avant-garde artistique à Prague dans les années 1910-1938.

## Biographie
Emil Filla est né à Chropyně, en Moravie, en 1882. Il passe son enfance à Brno, mais s'installe ensuite à Prague. À partir de 1903, il étudie à l'Académie des Beaux-Arts de Prague, en particulier avec comme enseignants Franz Thiele et Vlaho Bukovac. Il quitte cette école en 1906. En 1905, il découvre aussi l’oeuvre d’Edvard Munch  par une exposition de 1905 ( son tableau Nuit d'Amour, présenté en 1908, un paysage nocturne, avec lune, colline, champ rouge, chat et allusion érotique, illustre l’influence de ce peintre dans son travail).
En 1907-1908, il est membre du groupe Osma (Les Huit), qui a des points communs avec les Fauves et des liens directs avec le groupe expressionniste allemand Die Brücke. Parmi les œuvres importantes d’Emil Filla durant cette période figurent Lecteur de Dostoïevski en 1907, et Joueurs d'échecs en 1908. En 1909, il devient membre du Cercle artistique Mánes. Il voyage aussi en Europe. En 1911, il passe à Paris et y rencontre Georges Braque, Juan Gris et Pablo Picasso.
À partir de 1911, il peint principalement dans un style cubiste, fortement influencé par Picasso et Braque, et produit des œuvres telles que Salomé en 1911, et Baigneuses en 1912. C'est également à cette époque qu'il commence à peindre de nombreuses natures mortes. En 1911, il édite plusieurs numéros de la revue Volné směry (cs) promouvant le cubisme et publiant des reproductions d'œuvres de Picasso.
À la suite des réactions négatives des dirigeants de Mánes, lui et d'autres se retirent de ce cercle artistique et fondent Skupina výtvarných umělců (le Groupe des artistes visuels), un groupe orienté vers le cubisme.
En 1913, il se marie. Il gagne aussi l’amitié d’un jeune sculpteur tchèque, Otto Gutfreund. Vers 1913, lui et Otto Gutfreund, produisent certaines des premières sculptures cubistes réalisées dans le monde. Avant la Première Guerre mondiale, il s'installe à Paris, mais part aux Pays-Bas en 1915. Il rencontre également Piet Mondrian et Theo van Doesburg. Il retourne à Prague après la guerre. Dans les années 1920, il développe sa version du cubisme, intègre aussi de façon originale des éléments que lui ont inspiré la peinture hollandaise du XVIIe siècle (comme dans son tableau Femme au tapis) et rejoint à nouveau Mánes. Comme de nombreux modernistes tchèques, il est actif à la fois dans le design et la peinture. En 1925, il conçoit des peintures sur verre pour le pavillon tchécoslovaque de l'Exposition internationale des arts décoratifs et industriels modernes de Paris. À la fin des années 1920 et au début des années 1930, l'influence surréaliste commence également à se faire sentir dans sa peinture et sa sculpture. Il participe à une revue dénommée Erotique  et à l’exposition Poesie 1932, organisée à Prague par Mánes, qui présente le surréalisme au public tchèque. Il ne devient cependant pas surréaliste.
Militant antifasciste, il est arrêté par la Gestapo le premier jour de la Seconde Guerre mondiale, peu après l'invasion de la Tchécoslovaquie, avec le peintre Josef Čapek et d'autres personnes. Il est ensuite emprisonné dans les camps de concentration nazis de Dachau et Buchenwald. Il survit cependant, rentre chez lui et commence à enseigner à l’École des arts appliqués de Prague (VŠUP). L'enseignement d’Emil Filla à l'Académie assure la pérennité du cubisme tchèque, et son influence est notable dans les œuvres de son élève Milos Reindl, par exemple. En 1945, il est le premier artiste à bénéficier d'une exposition d'après-guerre à la galerie Mánes. Après cette Seconde Guerre mondiale, il expose principalement des œuvres d'une série intitulée Boje a zápasy [Combats et violences], et plus tard, produit surtout des paysages. Il meurt à Prague en 1953 et est enterré à Střešovice dans le Grand Prague.
Au cours de sa vie, il a été actif en tant que dessinateur, peintre, sculpteur, collectionneur, théoricien, éditeur, organisateur et diplomate. Ses œuvres ont été rassemblées par Vojtěch Lahoda dans un catalogue raisonné publié en 2007 par Academic Press à Prague,.